# Torreta de Guardamar
Torreta de Guardamar je 370 metrů vysoký vysílač poblíž španělské obce Guardamar del Segura postavený americkým námořnictvem v roce 1962. Je nejvyšší stavbou Pyrenejského poloostrova. Základna vysílače se nachází v nadmořské výšce 64 m n. m. a ve vzdálenosti 1,4 km od moře.
Torreta de Guardamar je stožárový vysílač. Slouží především pro komunikaci s ponorkami. Byl vyroben jako příhradová konstrukce trojúhelníkového průřezu. Navzdory své výšce je stále nízký ve srovnání s vlnovou délkou přenášených vln, jeho kapacita je proto zvýšená několika lany spojenými s jeho vrchem končícími v sklepích kolem sloupu. Tato lana jsou elektricky propojena se stožárem a v určitých vzdálenostech jsou oddělena izolátory.
Vysílač používající věž Torreta de Guardamar jako anténu je od spuštění dálkově ovládaný z americké základny námořní komunikace ve španělské Rote. Na rozdíl od ostatních velmi nízko frekvenčních vysílačů jako DHO38 v Rhauderfehnu nemá Torreta de Guardamar Mezinárodní telekomunikační unií pevně danou frekvenci a nemá ani volací značku.
Vysílač je chráněn španělskou námořní pěchotou a je označován jako "Radio Estacion Naval - Antena LF 380 METROS - Guardamar".